# Robert av Jumièges
Robert av Jumièges, död mellan 1052 och 1055, var en fransk kyrkoman.
Robert var av normandisk börd och abbot i Jumièges kloster, innan han 1042 begav sig till England. Hans personlige vän och gynnare, kung Edvard Bekännaren, skaffade honom 1044 Londons biskopsstol och 1051 blev han ärkebiskop av Canterbury. Han tillhörde det mot jarl Godwin fientliga partiet. Vid jarlens återkomst ur landsflykten 1052 flydde Robert till Normandie. I samband med detta förklarade Kung Edward Robert avsatt, även på grund av att den återvändande jarlen menade att Robert varit en av de drivande krafterna bakom hans egen landsflykt.
Robert återvände aldrig från sin landsflykt utan dog i Jumièges någon gång mellan 1052 och 1055. Enligt vissa källor den 26 maj ett av dessa två år, enligt andra någon gång under året 1053. Hans förmögenhet delades upp mellan jarl Godwin och hans son Harald Godwinsson såsom drottning Edith av Wessex, Godwins dotter. 
Vilhelm Erövraren åberopade engelsmännens förfarande mot Robert som en av flera förevändningar för erövringståget mot England.